# Хаманджия
Хаманджия или Хаманджи (срещат се и формите Хамамджия и Хамамджи, на румънски: Baia, старо Hamangia) е село в Северна Добруджа, Румъния. Селото е център на едноименната община Хаманджия (Бая) в Окръг Тулча. В общината освен Хаманджия влизат селата Камена, Кавгаджия, Горно Чамурлии (Чамурлия де Сус) и Потур (Пандуру).

## История
Името на селото носи среднонеолитната култура Хаманджия на уседнали земеделски племена от късната новокаменна епоха.
Запазени са сведения за етнически българи - членове на местата управа от 1917 г., които от името на местните жители телеграфират до министър-председателя на Царство България и пълномощните министри на Германия, Австро-Унгария и Турция с искане за освобождаване на всички добруджанци, откарана от румънските власти по време на Първата световна война.
До 1940 година Хаманджия е с преобладаващо българско население, което се изселва в България по силата на подписаната през септември същата година Крайовска спогодба.